# Njursten

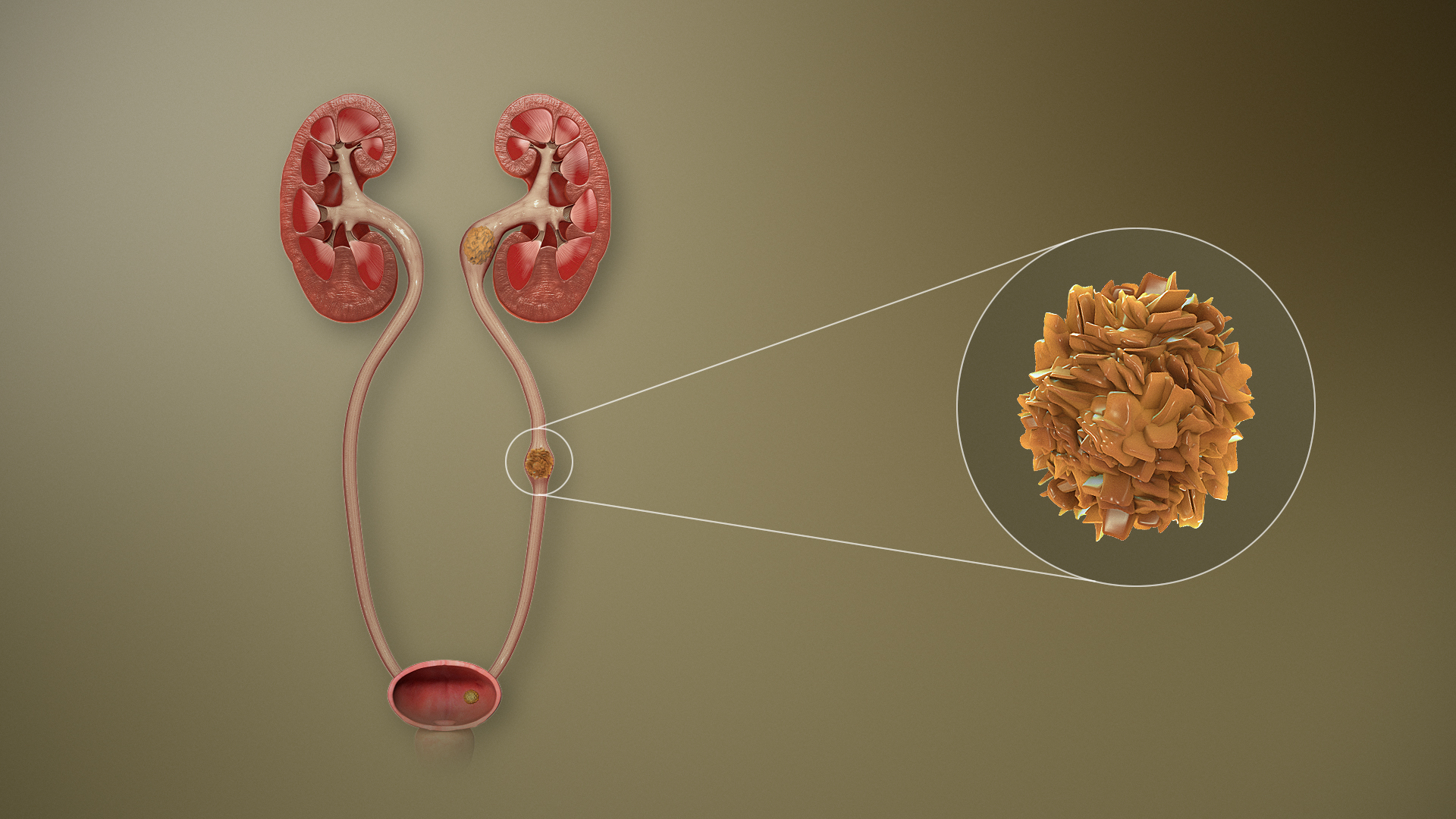

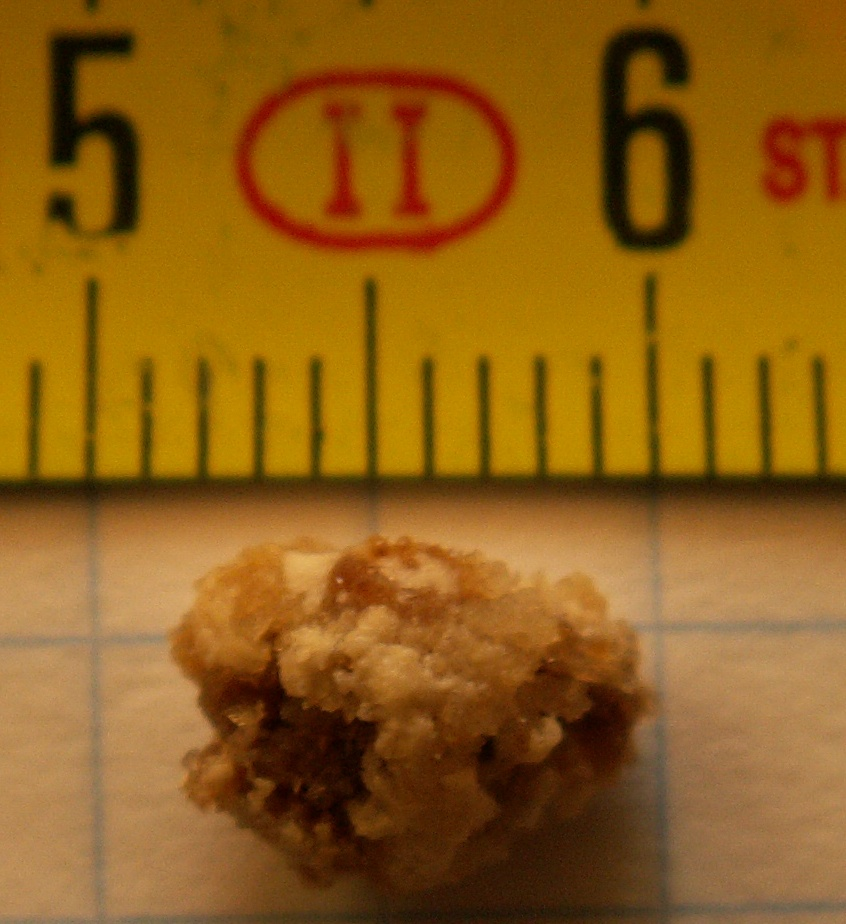
En 9 mm stor njursten

Njursten är sjuklig utfällning av salter med stenbildning, konkrement, i njurarna, en sjukdom som drabbar cirka 10 procent av männen och 3 % av kvinnorna i Sverige. Förekomsten av olika typer av njursten varierar i olika delar av världen. I Europa är stenar med högt kalciuminnehåll vanligast. Stenarna kan vara av varierande storlek. Stenar fastnar framför allt på tre ställen: Vid ingången från njure till uretär, där uretären passerar iliacakärl, eller vid ingången till urinblåsan. Njursten kan leda till sekundära sjukdomar såsom hydronefros samt pyelonefrit.

## Typer
Njurstenar delas efter kemisk sammansättning in i fyra olika huvudtyper: kalciumsten, infektionssten, uratsten och cystinsten. Vanligast är kalciumstenar som består av kalciumoxalat och/eller kalciumfosfat. Cirka 90 % av alla njurstenar är kalciumstenar. Näst vanligast är infektionssten som består av karbonatapatit och/eller magnesiumammoniumfosfat. Cirka 5 % av alla njurstenar är infektionsstenar. Tredje vanligaste typ är uratstenar. Cirka 3 % av alla njurstenar är uratstenar. Ovanligast är cystinsten. Bara 1 % av alla njurstenar är cystinstenar. Njurstenar kan även vara kombinationer av flera stentyper.
Normalt innehåller urin kemikalier såsom magnesium, pyrofosfat och citrat vilka motverkar att saltkristaller bildas. Lider kroppen brist på dessa ökar risken för njursten. Forskning har visat att citrat är den mest betydelsefulla kemikalien för att förebygga njursten.
Infektion förekommer ibland vid njursten, antingen primärt eller sekundärt:  
- Vid primärinfektion är stenbildningen sekundär till infektion med en ureasproducerande mikroorganism.
- Vid sekundärinfektion gäller det omvända, en primärt steril sten blivit infekterad.

En komplett kirurgisk stensanering är i regel en förutsättning för att infektionen skall läka ut i båda fallen.

## Symtom
Symtomen beror på typ och storlek av njursten. Oftast har personen med njursten kraftig smärta i flankerna. Smärtan kommer plötsligt, kan bli mycket stark och utlöser ofta yrsel, kallsvettning och ibland lättare kramper, som i värsta fall kan göra det tyngre att andas. Det kan i vissa fall också upplevas en brännande smärta när man kissar. 
När stenen passerar urinblåsan, känner patienten ofta huggkänslor. Den drabbade kan även lida av hematuri.

### Kännetecken
Det som är typiskt för njursten är att smärtorna oftast kommer sent om kvällarna, nätterna eller tidig morgon. Det är inte helt klarlagt varför smärtorna oftast kommer vid dessa tidpunkter, men man tror att det beror på att kroppen vid dessa tidpunkter oftast är vilande och ingen vätska ser till att stenen/stenarna rör sig.

## Diagnos
För att ställa diagnos görs ultraljud, urografi eller datortomografi för att hitta njurstenen/njurstenarna. Undersökningen behöver inte nödvändigtvis göras i det akuta skedet, utan den preliminära diagnosen ställs i första hand med hjälp av anamnes och medicinskt status.

## Behandling
Smärtan är mycket kraftfull och behandlas vanligen med ett NSAID-preparat, exempelvis diklofenak. Prostaglandinhämmare har direkta smärtlindrande effekter, men man tror också att de verkar indirekt genom att dämpa urinproduktionen, så att trycket i njuren minskar. 
Vid överkänslighet mot NSAID-preparat eller vid smärta som inte släpper på NSAID-preparat, kan vid behov morfinderivat ges, exempelvis Spasmofen. Morfinderivat bör även övervägas hos patienter med nedsatt hjärt-, lever, eller njurfunktion för att minska risken för vätskeretention och försämrad njurfunktion.
Vid mycket kraftiga smärtor kan det dock hända att exempelvis diklofenak inte hjälper. Smärtlindring får då ges i form av spruta på vårdcentral eller på en akutmottagning. Oftast innehåller denna spruta morfin eller kodein, vilket - förutom att det lindrar smärtan - också gör att musklerna slappnar av och att patienten känner sig yr och trött.
I ett tidigt skede kan patienten uppmanas att dricka mycket vatten. Det är dock inte alla läkare som uppmanar till detta, då alltför ökat vätskeintag kan öka trycket ovanför stenen/stenarna med risk för smärtattacker. Detta beror oftast på hur stora stenarna är. Vanligaste metoden för att lösa upp njurstenar är stötvågsbehandling, ESVL (extrakorporeal stötvågslitotripsi). Stenarna lokaliseras med röntgen och chockvågor alstras vilka pulvriserar stenen. Kirurgi är i dag mycket ovanligt i västvärlden. Sitter stenarna för långt ner, kan chockvågsbehandling inte användas. I stället får man då gå upp genom urinröret och plocka ut stenarna, vilket görs polikliniskt under narkos.
Patienter utan känd bakomliggande metabolisk orsak och okomplicerad stensjukdom behöver ej någon ytterligare behandling. Vid komplicerad stensjukdom rekommenderas till dessa patienter förutom ett högt vätskeintag restriktivitet vad gäller intag av animalt protein och salt.
I allmänhet passerar cirka 90 procent av alla stenar under 7 millimeter av sig själv i samband med toalettbesök. Skulle det dock visa sig att stenarna inte avgår av sig själv, så kan man behöva använda sig av chockvågsbehandling.
Recidivrisken efter stenfrihet ligger på ca 50 % efter 10 år.

### Uppföljning
Ungefär 4 veckor efter ett misstänkt njurstensanfall görs en kontrollundersökning, idag vanligtvis med datortomografi av urinvägarna (tidigare användes urografi) för att bedöma om stenen finns kvar eller avgått. Sekundära tecken till njurpåverkan kan även bedömas vid undersökningen såsom hydronefros, stråkighet i det perirenala fettet och förtjockad Gerotas fascia. Om kontrastmedel används kan avflödeshinder påvisas. Vid kvarvarande sten tas ställning till om denna behöver åtgärdas kirurgiskt eller kan fortsätta att följas radiologiskt. 